# 第9回全国中等学校優勝野球大会
第9回全国中等学校優勝野球大会（だい9かいぜんこくちゅうとうがっこうゆうしょうやきゅうたいかい）は、1923年（大正12年）8月16日から20日まで、兵庫県武庫郡鳴尾村（現在の西宮市）の鳴尾球場で行われた全国中等学校優勝野球大会である。
地方大会では、前年まで東京府と神奈川県を対象としていた京浜大会が消滅し、東京府を対象とする東京大会と、神奈川県と静岡県（前年まで東海大会）を対象とする神静大会が新たに編成された。加えて、台湾大会が始まり、前年より2大会増えて19大会となった。
第9回大会から、開幕試合の始球式で使用するボールを上空から投下する祝賀飛行が開始された。
徽文高普（朝鮮）は、選手全員が朝鮮人のチームで、これは最初で最後のことだった。
準決勝で甲陽中（兵庫）と立命館中（京津）が対戦した際、スタンドに収容しきれない観客がグラウンドに流れ込み、試合が一時中断した。この一件が甲子園大運動場（1924年8月1日開場）の建設を急がせることとなった。鳴尾競馬場馬場内にグラウンドを2面設けた鳴尾球場は、開催期間短縮のため第3回大会から使用されていたが、収容人数限界のため第9回大会で最後となった。
第9回大会から、大会優勝校に真紅の大優勝旗のレプリカを渡すこととなり、過去にさかのぼって優勝校に渡された。

## 代表校
| 地方大会 | 代表校   | 出場回数     |
| -------- | -------- | ------------ |
| 北海道   | 函館商   | 初出場       |
| 東北     | 仙台一中 | 初出場       |
| 関東     | 宇都宮商 | 初出場       |
| 東京     | 早稲田実 | 2年連続3回目 |
| 神静     | 横浜商   | 初出場       |
| 甲信越   | 新潟商   | 2年連続2回目 |
| 北陸     | 金沢商   | 初出場       |
| 東海     | 愛知一中 | 3年ぶり5回目 |
| 京津     | 立命館中 | 2年連続2回目 |
| 紀和     | 和歌山中 | 9年連続9回目 |

| 地方大会 | 代表校   | 出場回数     |
| -------- | -------- | ------------ |
| 大阪     | 明星商   | 3年ぶり3回目 |
| 兵庫     | 甲陽中   | 初出場       |
| 山陽     | 広陵中   | 初出場       |
| 山陰     | 松江中   | 初出場       |
| 四国     | 松山商   | 5年連続5回目 |
| 九州     | 佐賀中   | 2年連続2回目 |
| 朝鮮     | 徽文高普 | 初出場       |
| 満洲     | 大連商   | 2年ぶり2回目 |
| 台湾     | 台北一中 | 初出場       |

## 試合結果

### 1回戦
- 新潟商 2 - 1 明星商
- 甲陽中 8 - 2 宇都宮商
- 早稲田実 5 - 1 横浜商

### 2回戦
- 立命館中 23 - 4 台北一中
- 松江中 9 - 3 仙台一中
- 広陵中 12 - 7 新潟商
- 和歌山中 9 - 2 金沢商
- 甲陽中 3 - 2 松山商
- 徽文高普 9 - 4 大連商
- 早稲田実 6 - 4 愛知一中（延長11回）
- 函館商 6 - 5 佐賀中

### 準々決勝
- 甲陽中 6 - 1 早稲田実
- 和歌山中 8 - 2 広陵中
- 松江中 5 - 4 函館商
- 立命館中 7 - 5 徽文高普

### 準決勝
- 甲陽中 13 - 5 立命館中
- 和歌山中 7 - 3 松江中

### 決勝
|          | 1 | 2 | 3 | 4 | 5 | 6 | 7 | 8 | 9 | R |
| -------- | - | - | - | - | - | - | - | - | - | - |
| 甲陽中   | 0 | 0 | 0 | 4 | 0 | 0 | 0 | 0 | 1 | 5 |
| 和歌山中 | 1 | 0 | 0 | 0 | 0 | 0 | 0 | 0 | 1 | 2 |

1. （甲）：宇井 - 岡田
2. （和）：田島 - 由良
3. 審判
［球審］河野
［塁審］加藤・富樫・蘆田

## 大会本塁打
- 第1号：藤本定義（松山商）
- 第2号：岡田貴一（甲陽中）
- 第3号：渡辺勝次（佐賀中）

## その他の主な出場選手
- 加藤喜作（広陵中）
- 森茂雄（松山商）